# Les Planes (Vilamolat de Mur)
Les Planes, és una plana agrícola del terme municipal de Castell de Mur, a l'antic terme de Mur, al Pallars Jussà. Es troba en territori del poble de Vilamolat de Mur.
És situat a llevant de Vilamolat de Mur i de los Seixos, al sud de la Plana del Roquero. És una plana situada a la carena que separa les valls dels barrancs del Ruc i de Salze.